# Кисельня
Кисе́льня — деревня в Волховском районе Ленинградской области, административный центр Кисельнинского сельского поселения.

## История
Впервые упоминается в Писцовой книге Водской пятины 1500 года как деревня Весь на Песоцкой реце в Фёдоровском Песоцком погосте Ладожского уезда.
На карте Санкт-Петербургской губернии Ф. Ф. Шуберта 1834 года упоминается деревня Кисельная, состоящая из 25 крестьянских дворов и смежные с ней: деревня Весь и усадьба помещика Лубьяновичева.

КИСЕЛЬНА — деревня принадлежит действительной статской советнице Лубьяновичевой, коллежскому советнику Теглеву и коллежскому советнику Томилову, число жителей по ревизии: 39 м. п., 30 ж. п. (1838 год)

КИСЕЛЬНА (ВЕСИ) — деревня разных владельцев, по просёлочной дороге, число дворов — 47, число душ — 124 м. п. (1856 год)

ВЕСИ (КИСЕЛЬНЯ) — деревня владельческая при реке Елене, число дворов — 47, число жителей: 147 м. п., 141 ж. п. (1862 год)

В 1881—1882 годах временнообязанные крестьяне деревни выкупили свои земельные наделы у Н. В. Корсакова и стали собственниками земли.
В 1883—1885 годах временнообязанные крестьяне выкупили свои земельные наделы у Ф. А. Теглева-Нелидова.
Согласно материалам по статистике народного хозяйства Новоладожского уезда 1891 года одно из имений при селении Кисельная принадлежало мещанину Г. Михайлову, второе имение, площадью 160 десятин, принадлежало дворянину А. Н. Теглеву, имения были приобретены до 1868 года.
В конце XIX века деревня административно относилась к Песоцкой волости 1-го стана Новоладожского уезда Санкт-Петербургской губернии, в начале XX века — 4-го стана.

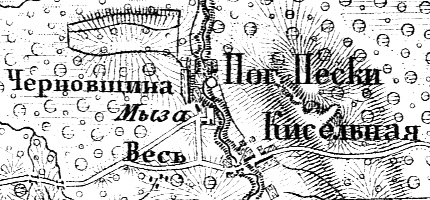
Деревня Кисельня на карте 1915 года

Согласно военно-топографической карте Петроградской и Новгородской губерний издания 1915 года в деревня называлась Кисельная, а река на которой она стояла называлась — Писенка.
До революции близ деревни находилось почитаемое дерево — «священная для русских сосна».
С 1917 по 1923 год деревня Кисельня входила в состав Кисельнинского сельсовета Песоцкой волости Новоладожского уезда.
С 1923 года в составе Октябрьской волости Волховского уезда.
Согласно данным переписи населения СССР 1926 года в деревне Кисельна проживали 507 человек — все русские.
С 1927 года в составе Волховского района.
В 1928 году население деревни Кисельня составляло 508 человек.
По данным 1933 года деревня Кисельня являлась административным центром Кисельницкого сельсовета Волховского района, в который входили 10 населённых пунктов: деревни Кисельня, Красная, Кути, Новая, Нурма, Селиверстова, Углы, Черневщина, выселок Борки и погост Пески, общей численностью населения 1528 человек.
По данным 1936 года в состав Кисельницкого сельсовета входили 6 населённых пунктов, 348 хозяйств и 6 колхозов.

План деревни Кисельня. 1941 год

Согласно топографической карте РККА 1941 года деревня насчитывала 85 дворов. В деревне находились почта и сельсовет.
С 1954 года в составе Чаплинского сельсовета.
В 1961 году население деревни Кисельня составляло 159 человек.
По данным 1966 года деревня Кисельня входила в состав Чаплинского сельсовета, административным центром сельсовета была деревня Чаплино.
По административным данным 1973 года административным центром Чаплинского сельсовета была деревня Кисельня, в ней располагалась центральная усадьба совхоза «Чаплинский».
По данным 1990 года в деревне Кисельня проживали 1996 человек. Деревня являлась административным центром Чаплинского сельсовета в который входили 20 населённых пунктов: деревни Вегота, Выдрино, Гнилки, Голтово, Кипуя, Кисельня, Кути, Лавния, Лужа, Новая, Нурма, Пали, Пески, Пурово, Селиверстово, Соловьёво, Сюрья, Харчевня, Чаплино, Черноушево, общей численностью населения 2539 человек.
В 1997 году в деревне Кисельня Кисельнинской волости проживал 1991 человек, в 2002 году — 1764 человека (русские — 93 %).
В 2007 году в деревне Кисельня Кисельнинского СП — 1976 человек.

## География
Находится в западной части района, к северо-западу от города Волхов, на автодороге Р21 (E 105) «Кола» (Санкт-Петербург — Петрозаводск — Мурманск), в месте пересечения её автодорогой 41К-055 (Волхов — Кисельня — Черноушево).
Расстояние до районного центра — 12 км.
Расстояние до ближайшей железнодорожной станции Волховстрой I — 14 км.
Через деревню протекает река Песенка. К северу от деревни протекает река Елена (Ладожка), к востоку — Поповский ручей, к югу и западу — река Бозловка, правый приток Елены.

## Демография
| 1862 | 2007  | 2010  | 2017  |
| ---- | ----- | ----- | ----- |
| 288  | ↗1976 | ↗1993 | ↗2102 |

### Национальный состав
Согласно данным Всероссийской переписи населения 2021 года в деревне проживали 1490 человек, из них:
 русские — 1369, армяне — 14, украинцы — 13, белорусы — 11, татары — 9, киргизы — 8, вепсы — 6, грузины — 5, чуваши — 3, калмыки — 2, якуты — 2, аварцы — 1, молдаване — 1, таджики — 1, другие национальности — 28 человек, остальные национальность не указали.

## Экономика
В Кисельне имеется животноводческое хозяйство, детский сад, школа, Дом культуры, амбулатория и универсам «Пятёрочка».

## Достопримечательности
- Церковь Феодора Стратилата (нач. XX века)[29].

## Известные жители
- Сливников, Анатолий Михайлович (1950—2005) — советский и российский актёр театра и кино[30]

## Улицы
Волховский микрорайон, Зелёная, микрорайон Кленники, Луговой микрорайон, Поселковая, Северная, микрорайон Северный-1, Центральная.